# یوشیتاکا اگاوا
یوشیتاکا اگاوا (انگلیسی: Yoshitaka Egawa؛ زادهٔ ۲۰ دسامبر ۱۹۴۲) بازیکن بسکتبال اهل ژاپن بود.